# Галерија грбова Норвешке
Галерија грбова Норвешке обухвата актуелни грб Норвешке, њене историјске грбове, као и грбове њених 19 административних округа и 431 општина, као и грбове прекоморских територија под администрацијом Норвешке.

## Актуелни грб Норвешке
- Грб Норвешке 
( 1905 – сада)
- Краљевски грб Норвешке 
(1905 – сада)

## Историјски грбови Норвешке
- Грб Средњовековне Норвешке 
(1035–1388)
- Грб Калмарске уније 
(1388–1536)
- Грб Данске-Норвешке 
(1536–1814)
- Грб Краљевства Норвешке 
(1814)
- Мањи грб Шведско-норвешке уније 
(1814–1905)
- Већи грб Шведско-норвешке уније 
(1814–1905)
- Грб Норвешке 
унутар Уније 
(1814–1905)

## Грбови норвешких округа
- Грб
Акерсхуса
- Грб
Источног Агдера
- Грб
Бускеруда
- Грб
Финмарка
- Грб
Хедмарка
- Грб
 Хордаланда
- Грб
 Мере ог Ромсдала
- Грб
 Нордланда
- Грб
 Северног Тренделага
- Грб
 Опланда
- Печат
 округа Осло
- Грб
 Рогаланда
- Грб
 Согн ог Фјордане
- Грб
 Јужног Тренделага
- Грб
 Телемарка
- Грб
 Тромса
- Грб
 Западног Агдера
- Грб
 Вестфолда
- Грб
 Естфолда

### Општине округа Акерсхус
- Аскер
- Еурског-Холанд
- Берум
- Ејдсвол
- Енебак
- Фет
- Фрогн
- Јерум
- Хурдал
- Лоренскуг
- Нанестад
- Нес
- Несоден
- Нитедал
- Опегор
- Релинген
- Скедсмо
- Ши
- Серум
- Уленсакер
- Вестбју
- Ос

### Општине округа Источни Агдер
- Арендал
- Биркенес
- Бјуглан
- Бјукле
- Евје ог Хорнес
- Фролан
- Ерстад
- Гримстад
- Ивелан
- Лилесан
- Рисер
- Тведестран
- Вале
- Вегорсхеј
- Омли

### Општине округа Бускеруд
- Драмен
- Флесберг
- Фло
- Гул
- Хемседал
- Хул
- Хуле
- Хурум
- Конгсберг
- Кродсхерад
- Лиер
- Мудум
- Недре Ејкер
- Нес
- Нуре ог Увдал
- Рингерике
- Ролаг
- Ројкен
- Сигдал
- Евре Ејкер
- Ол

### Општине округа Финмарк
- Алта
- Берлевог
- Ботсфјорд
- Гамвик
- Хамерфест
- Хасвик
- Карасјок
- Каутокејно
- Квалсунд
- Лебесбју
- Лопа
- Мосеј
- Несебју
- Нордкап
- Порсангер
- Сер-Варангер
- Тана
- Вадсе
- Варде

### Општине округа Хедмарк
- Алвдал
- Еидскуг
- Елверум
- Енгердал
- Фолдал
- Груе
- Хамар
- Конгсвингер
- Лотен
- Нур-Одал
- Ус
- Рендал
- Рингсакер
- Станге
- Стур-Елвдал
- Сер-Одал
- Толга
- Трусил
- Тјунсет
- Волер
- Омут
- Оснес

### Општине округа Хордаланд
- Аској
- Еустевол
- Еустрхејм
- Берген
- Бомлу
- Ејдфјорд
- Етне
- Федје
- Фитјар
- Фјел
- Фуса
- Гранвин
- Јондал
- Квам
- Квинхерад
- Линос
- Масфјорден
- Мелан
- Мудален
- Ода
- Ус
- Остерој
- Радој
- Самнангер
- Стур
- Сун
- Свеју
- Тјуснес
- Уленсванг
- Улвик
- Ваксдал
- Вос
- Ејгарден

### Општине округа Мере ог Ромсдал
- Еукра
- Еуре
- Аверсој
- Ејде
- Френа
- Јиске
- Јемнес
- Халса
- Харам
- Харејд
- Хереј
- Кристиансун
- Мидсун
- Молде
- Несет
- Нурдал
- Реума
- Риндал
- Сане
- Саној
- Скодје
- Смола
- Стурдал
- Странда
- Сула
- Сундал
- Сурнадал
- Сјукјулвен
- Тингвол
- Улстејн
- Ванјулвен
- Вестнес
- Волда
- Ерскуг
- Ерста
- Олесун

### Општине округа Нордланд
- Алстахоуг
- Андој
- Баланген
- Бејарн
- Биндал
- Бо
- Буде
- Броној
- Евенс
- Фоуске
- Флакстад
- Јилдескол
- Гране
- Хадсел
- Хамареј
- Хатфјелдал
- Хемнес
- Хереј
- Лејрфјорд
- Лурој
- Лодинген
- Мелој
- Москенес
- Нарвик
- Несна
- Рана
- Родој
- Рост
- Салтдал
- Сортланд
- Стејген
- Сомна
- Сорфол
- Хјелсун
- Трена
- Тјусфјорд
- Вефсн
- Вега
- Вествогој
- Вевелстад
- Верој
- Воган
- Екснес
- Дона

### Општине округа Северни Тренделаг
- Вердал
- Веран
- Викна
- Гронг
- Инерјој
- Лека
- Лексвик
- Лијерне
- Мерокер
- Мусвик
- Намдалсејд
- Намскуган
- Намсус
- Нерјој
- Рјојрвик
- Сноса
- Стејнћер
- Уверхала
- Флатангер
- Фуснес
- Фроста
- Хјојланет
- Levanger
- Шјордал

### Општине округа Опланд
- Довре
- Етнедал
- Гјусдал
- Јевик
- Гран
- Јевнакер
- Леша
- Лилехамер
- Лом
- Лунер
- Норд Еурдал
- Норд Фрун
- Нордре Лан
- Рингебу
- Сел (Опланд)
- Шок
- Сендре Лан
- Сер Еурал
- Сер Фрун
- Ванг
- Вестре Слидре
- Вестре Тутен
- Веге
- Естре Тутен
- Ејер
- Ејстре Слидре

### Општине округа Рогаланд
- Бјеркрејм
- Букн
- Ејгерсунд
- Фињој
- Форсанд
- Есдал
- Хавесунд
- Елмеланд
- Хо
- Кармеј
- Клеп
- Квитсој
- Лунд
- Рандаберг
- Ренесој
- Санднес
- Соуда
- Сокндал
- Сола
- Ставангер
- Странд
- Сулдал
- Тиме
- Тјусвер
- Утсира
- Виндафјорд

### Општине округа Согн ог Фјордане
- Асквол
- Еурланд
- Балестранд
- Бремангер
- Ејд
- Фјалер
- Флура
- Ферде
- Геулар
- Глопен
- Гулен
- Хорниндал
- Хјолестад
- Хејангер
- Јолстер
- Лејкангер
- Лустер
- Лердал
- Ноустдал
- Сеље
- Согндал
- Сулунд
- Стрјун
- Вик
- Вогсеј
- Ордал

### Општине округа Јужни Тренделаг
- Агденес
- Бјугн
- Фроја
- Хемне
- Хитра
- Хултолен
- Клебу
- Малвик
- Мелдал
- Мелхус
- Митре Гјоулдал
- Опдал
- Оркдал
- Усен
- Ренебу
- Риса
- Руан
- Рерос
- Селбу
- Скеун
- Снилфјорд
- Трондхејм
- Тјудал
- Ерланд
- Офјорд

### Општине округа Телемарк
- Бамбле
- Бе
- Дрангедал
- Фуресдал
- Јартдал
- Крагере
- Квитесејд
- Ниседал
- Нуме
- Нотоден
- Порсгрун
- Сеухерад
- Сељурд
- Сиљан
- Шијен
- Тин
- Токе
- Виње

### Општине округа Тромс
- Балсфјорд
- Барду
- Берг
- Бјаркеј
- Дуреј
- Гратанген
- Харстад
- Ибестад
- Карлсеј
- Квефорд
- Квенанген
- Кофјорд
- Ленвик
- Лунген
- Молселв
- Нурејса
- Саланген
- Шервеј
- Сконланд
- Стурфорд
- Серејса
- Торскен
- Транеј
- Тромсе

### Општине округа Западни Агдер
- Еуднедал
- Фарсунд
- Флећефјорд
- Хегебустад
- Кристијансанд
- Квинесдал
- Линдеснес
- Лингдал
- Мандал
- Марнардал
- Сирдал
- Сонгдален
- Сегне
- Венесла
- Осерал

### Општине округа Вестфолд
- Андебу
- Хуф
- Холместранд
- Хортен
- Лардал
- Ларвик
- Нетереј
- Ре
- Санде
- Сандефјорд
- Стоке
- Свелвик
- Хеме
- Тенсберг

### Општине округа Естфол
- Аремарк
- Ашим
- Еидсберг
- Фредерикстад
- Халден
- Хубол
- Валер
- Маркер
- Мос
- Ракестад
- Рјуге
- Ромскуг
- Роде
- Сарпсборг
- Шиптвет
- Спјудеберг
- Трогстад
- Волер

## Грбови јавних агенција Норвешке
- Грб Цркве Норвешке
- Грб Норвешке полиције
- Грб Ваздушних снага
- Грб Норвешке војске
- Грб Норвешког реда Слободних зидара

## Грбови прекоморских територија
- Грб Свалбарда
- Грб Бувеа
- Грб Јан Мајена